# Harpalellus basilaris
Harpalellus basilaris är en skalbaggsart som beskrevs av Kirby. Harpalellus basilaris ingår i släktet Harpalellus och familjen jordlöpare. Inga underarter finns listade i Catalogue of Life.